# Kommunistiska och Arbetarpartiers Initiativ
Kommunistiska och Arbetarpartiers Initiativ (Initiativet) är en europeisk marxistisk-leninistisk politisk grupp. Initiativet har 30 medlemmar från hela Europa. Greklands kommunistiska parti var drivande i grundandet av Initiavet. Målet med Initiativet är att "bidra till forskning och studier av frågor som rör Europa, särskilt när det gäller EU och den politiska linje som utarbetas inom ramen för EU och som påverkar arbetarnas liv, samt att bidra till utarbetandet av gemensamma positioner partierna emellan och att bidra till samordningen av deras solidaritet och deras övriga aktiviteter ". Till följd av ideologiska och politiska meningsskillnader hos organisationens medlemmar kring frågan om Rysslands invasion av Ukraina.

## "Kampen för kommunism: ett hundraårigt politiskt arv"
Den 16-17 februari 2019 träffades partierna i Initiativet i Istanbul för att diskutera och utvärdera hundra års politisk aktivitet. Konferensens syfte var att varje parti skulle ges möjlighet att kritiskt utvärdera sin egen historia och lyfta fram problem till diskussion. Det svenska bidraget, som Sveriges Kommunistiska Parti stod för, fokuserade på perioden mellan 1943 och 1948, mellan Kominterns nedläggning och Kominforms upprättande. Perioden kännetecknades av en relativt snabb uppluckring av partiets tidigare principer. Under perioden försvann bland annat proletariatets diktatur till förmån för den fredliga vägen till socialismen.
Viktiga slutsatser som partiet drog i sin analys är att ett partis urartning inte sker med stora språng, utan gradvis, med små förändringar; att enhets- och folkfronterna öppnade för en mer försonlig attityd gentemot socialdemokratin och att reformismen förblir en fiende på vägen mot socialismen.

## Medlemspartier
| Land           | Parti | Nationella ledamöter        | Ledamöter i Europaparlamentet |
| -------------- | --- | --------------------------- | ----------------------------- |
| Bulgarien      | Bulgariska Kommunisters Parti (PBK, Partiya na Bulgarskite Komunisti)                                                     | Med Koalition för Bulgarien | –                             |
| Bulgarien      | Bulgariska Kommunisters Union (SKB, Sayuz na Komunistite v Balgariya)                                                     | Med Koalition för Bulgarien | –                             |
| Danmark        | Kommunistiskt Parti i Danmark (KPiD, Kommunistisk Parti i Danmark)                                                        | –                           | –                             |
| Kroatien       | Kroatiens Socialistiska Arbetarparti (SRP, Socijalistička radnička partija Hrvatske)                                      | –                           | –                             |
| Finland        | Kommunistiska Arbetarpartiet – För Fred och Socialism (KTP, Kommunistinen Työväenpuolue – Rauhan ja Sosialismin Puolesta) | –                           | –                             |
| Frankrike      | Frankrikes Revolutionära Kommunistiska Parti (PCRF, Parti communiste révolutionnaire de France)                           | –                           | –                             |
| Frankrike      | Kommunistisk Pånyttfödelse i Frankrike (PRCF, Pôle de renaissance communiste en France)                                   | –                           | –                             |
| Georgien       | Georgiens Enade Kommunistiska Parti (SEKP, Sakartvelos Ertiani Komunisturi Partia)                                        | –                           | Inte i EU                     |
| Grekland       | Greklands Kommunistiska Parti (KKE, Kommounistikó Kómma Elládas)                                                          | 15 / 300                    | 2 / 21                        |
| Irland         | Irlands Arbetarparti (Páirtí na nOibrithe)                                                                                | –                           | –                             |
| Italien        | Kommunistiska Partiet (Italien) (PC, Partito Comunista)                                                                   | –                           | –                             |
| Lettland       | Lettlands Socialistiska Parti (LSP, Latvijas Sociālistīskā partija)                                                       | 1 / 100                     | –                             |
| Litauen        | Folkets Socialistiska Front (SPF, Socialistinis liaudies frontas)                                                         | –                           | –                             |
| Makedonien     | Makedoniens Kommunistiska Parti (KPM, Komunisticka Partija na Makedonija)                                                 | –                           | Inte i EU                     |
| Malta          | Maltas Kommunistiska Parti (PK, Partit Komunista Malti)                                                                   | –                           | –                             |
| Moldavien      | Folkets motstånd (Rezistența)                                                                                             | –                           | Inte i EU                     |
| Norge          | Norges Kommunistiska Parti (NKP, Norges Kommunistiske Parti)                                                              | –                           | Inte i EU                     |
| Polen          | Polens Kommunistiska Parti (KPP, Komunistyczna Partia Polski)                                                             | –                           | –                             |
| Ryssland       | Sovjetunionens Kommunistiska Parti (KPSS, Kommunističeskaja partija Sovetskogo Sojuza)                                    | –                           | Inte i EU                     |
| Ryssland       | Rysslands Kommunistiska Arbetarparti (RKRP, Rossiyskaya kommunisticheskaya rabochaya partiya)                             | –                           | Inte i EU                     |
| Serbien        | Jugoslaviens Nya Kommunistiska Parti (NKPJ, Nova komunistička partija Jugoslavije)                                        | –                           | Inte i EU                     |
| Slovakien      | Slovakiens Kommunistiska Parti (KSS, Komunistická strana Slovenska)                                                       | –                           | –                             |
| Spanien        | De Spanska Arbetarnas Kommunistiska Parti (PCTE, Partido Comunista de los Trabajadores)                                   | –                           | –                             |
| Storbritannien | Britanniens Nya Kommunistiska Parti (NCP)                                                                                 | –                           |                               |
| Sverige        | Sveriges Kommunistiska Parti                                                                                              | –                           | –                             |
| Turkiet        | Turkiets Kommunistiska Parti (TKP, Türkiye Komünist Partisi (2001))                                                       | –                           | Inte i EU                     |
| Ukraina        | Ukrainas Kommunisters Union (SKU, Soyuz komunistiv Ukrayina)                                                              | –                           | Inte i EU                     |
| Ungern         | Ungerska Arbetarpartiet (Magyar Munkáspárt)                                                                               | –                           |                               |
| Vitryssland    | De Vitryska Arbetarnas Kommunistiska Parti (BKPT, Kamunistyčnaja partyja pracoŭnych Bielarusi)                            | –                           | Inte i EU                     |
| Österrike      | Österrikes Arbetarparti (PdA, Partei der Arbeit Österreichs)                                                              | –                           |                               |